# Tyana walkeri
Tyana walkeri är en fjärilsart som beskrevs av Embrik Strand 1917. Tyana walkeri ingår i släktet Tyana och familjen trågspinnare. Inga underarter finns listade i Catalogue of Life.